# Flygmattvävare
Flygmattvävare (Bathyphantes gracilis) är en spindelart som först beskrevs av John Blackwall 1841. Flygmattvävare ingår i släktet Bathyphantes och familjen täckvävarspindlar. Arten är reproducerande i Sverige. Inga underarter finns listade i Catalogue of Life.